# Labetalol
Labetalol ist eine chemische Verbindung aus der Gruppe der Salicylsäure-Derivate und der Benzamide. Sie wird als Arzneistoff zur Behandlung der Hypertonie (blutdrucksenkendes Mittel) eingesetzt wird. Es wirkt sowohl als Alpha- als auch als Betablocker. Die Verbindung wurde im Jahr 1971 von Allen & Hanburys (jetzt GlaxoSmithKline) patentiert; verwendet wird das besser wasserlösliche und weniger toxische Hydrochlorid.

## Klinische Angaben

### Anwendung
Labetalol wird bei arterieller Hypertonie sowohl zur Dauermedikation in Tablettenform als auch intravenös sowie in der Notfallmedizin ausschließlich i.v. verwendet. Es wirkt als Antagonist sowohl auf Alpha-Adrenozeptoren als auch Beta-Adrenozeptoren (β1 und β2).

### Nebenwirkungen
Nebenwirkungen umfassen unter anderem Arterielle Hypotonie, Lethargie, Schlafstörungen, erektile Dysfunktion, Übelkeit, Beschwerden bei der Harnentleerung, Sehstörungen, verstopfte Nase und Überempfindlichkeitsreaktionen.

### Kontraindikationen
Eine relative Kontraindikation ist bei Patienten mit Asthma, kongestiver Herzinsuffizienz, jeder Blockierung des Erregungsleitungssystems im Herz (u. a. SA-Block und AV-Block), Bradykardie und kardiogenem Schock gegeben.

## Stereochemie
Labetalol enthält zwei Stereozentren und besteht aus vier Stereoisomeren. Hierbei handelt es sich um ein Gemisch von (R,R)-, (S,R)-, (R,S)- und der (S,S)-Form:
| Stereoisomere von Labetalol | Stereoisomere von Labetalol |
| --------------------------- | --------------------------- |
| CAS-Nummer: 75659-07-3      | CAS-Nummer: 83167-24-2      |
| CAS-Nummer: 83167-32-2      | CAS-Nummer: 83167-31-1      |

## Handelsnamen
Monopräparate: Trandate (A, CH)